# Валішев (Мазовецьке воєводство)
Валішев (пол. Waliszew) — село в Польщі, у гміні Щавін-Косьцельни Ґостинінського повіту Мазовецького воєводства.
Населення — 182 особи (2011).
У 1975—1998 роках село належало до Плоцького воєводства.

## Демографія
Демографічна структура станом на 31 березня 2011 року:
|          | Загалом | Допрацездатний вік | Працездатний вік | Постпрацездатний вік |
| -------- | ------- | ------------------ | ---------------- | -------------------- |
| Чоловіки | 103     | 28                 | 61               | 14                   |
| Жінки    | 79      | 10                 | 49               | 20                   |
| Разом    | 182     | 38                 | 110              | 34                   |